# Quận Marlboro, South Carolina
Quận Marlboro là một quận trong bang South Carolina. Theo kết quả điều tra dân số năm 2000 của Cục điều tra dân số Hoa Kỳ, quận này có dân số 28.818 người. Năm 2005, ước tính dân số quận là 28.021 người. Quận lỵ đóng ở Bennettsville.6

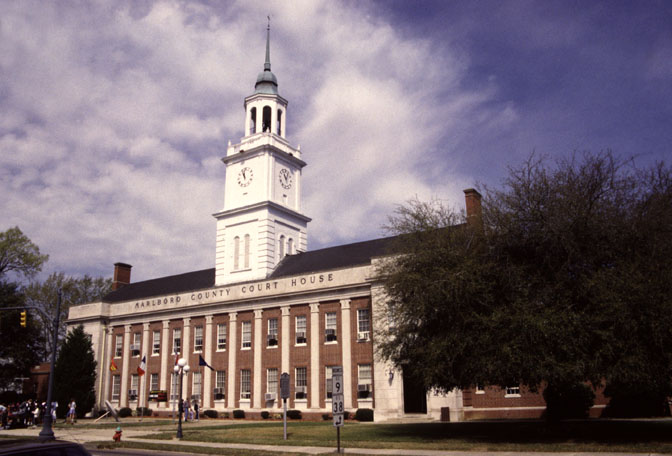
Tòa án quận Marlboro, Bennettsville, South Carolina

## Địa lý
Theo Cục điều tra dân số Hoa Kỳ, quận có tổng diện tích 485 square miles (1.257 km²), trong đó, 480 dặm Anh vuông (1.242 km²) là diện tích đất và 6 dặm Anh vuông (14 km²) trong tổng diện tích (1.15%) là diện tích mặt nước.

### Các quận giáp ranh
- Quận Richmond, Bắc Carolina - Bắc
- Quận Scotland, Bắc Carolina - Đông bắc
- Quận Robeson, Bắc Carolina - Đông
- Quận Dillon, Nam Carolina - Đông
- Quận Florence, Nam Carolina - Nam
- Quận Darlington, Nam Carolina - Tây nam
- Quận Chesterfield, Nam Carolina - Tây
- Quận Anson, Bắc Carolina - Tây bắc

## Thông tin nhân khẩu
Theo cuộc điều tra dân số2 tiến hành năm 2000, quận này có dân số 28.818 người, 10.478 hộ, và 7.334 gia đình sinh sống trong quận này. Mật độ dân số là 60 người trên mỗi dặm Anh vuông (23/km²). Đã có 11.894 đơn vị nhà ở với một mật độ bình quân là 25 trên mỗi dặm Anh vuông (10/km²). Cơ cấu chủng tộc của dân cư sinh sống tại quận này gồm 44,49% người da trắng, 50,73% người da đen hoặc người Mỹ gốc Phi, 3.36% người thổ dân châu Mỹ, 0.24% người gốc châu Á, 0.24% từ các chủng tộc khác, và 0.95% từ hai hay nhiều chủng tộc. 0.71% dân số là người Hispanic hoặc người Latin thuộc bất cứ chủng tộc nào.
Có 10,478 hộ trong đó có 32.00% có con cái dưới tuổi 18 sống chung với họ, 42.60% là những cặp kết hôn sinh sống với nhau, 22.20% có một chủ hộ là nữ không có chồng sống cùng, và 30.00% là không gia đình. 26.90% trong tất cả các hộ gồm các cá nhân và 11.00% có người sinh sống một mình và có độ tuổi 65 tuổi hay già hơn. Quy mô trung bình của hộ là 2.59 còn quy mô trung bình của gia đình là 3.14.
Cơ cấu độ tuổi dân cư quận này như sau 26.20% dưới độ tuổi 18, 9.30% từ 18 đến 24, 29.40% từ 25 đến 44, 22.80% từ 45 đến 64, và 12.30% người có độ tuổi 65 tuổi hay già hơn. Độ tuổi trung bình là 35 tuổi. Cứ mỗi 100 nữ giới thì có 96.30 nam giới. Cứ mỗi 100 nữ giới có độ tuổi 18 và lớn hơn thì, có 93.10 nam giới.
Thu nhập bình quân của một hộ ở quận này là $26.598, và thu nhập bình quân của một gia đình ở quận này là $32.019. Nam giới có thu nhập bình quân $25.896 so với mức thu nhập $20.590 đối với nữ giới. Thu nhập bình quân đầu người của quận là $13.385. Khoảng 17.70% gia đình và 21.70% dân số sống dưới ngưỡng nghèo, bao gồm 29.20% những người có độ tuổi 18 và 22.70% là những người 65 tuổi hoặc già hơn.

## Thành phố và thị xã
- Bennettsville
- Blenheim
- Clio
- McColl
- Tatum
- Wallace